# USBWebserver
USBWebserver is een freeware-webserverpakket uitgegeven door een ontwikkelaarsteam bestaande uit twee personen waaronder Leon de Vries van Border-IT.
Deze webserver bundelt de Windowsversies van de programmeertaal PHP, het databaseprogramma MySQL, de webserver Apache en het PHP-programma om databanken via het internet te beheren PhpMyAdmin. Al deze programma's zijn net als USBWebserver freewareprogramma's. Bovendien is USBWebserver ontworpen om vanaf USB-sticks of cd-roms te draaien, waardoor het gemakkelijker te vervoeren en te gebruiken is. Het programma draait echter ook gewoon vanaf de harde schijf. 
Scholen gebruiken dit ook om te oefenen, de scholen laten hiermee ook zien hoe mensen op bepaalde websites informatie kunnen krijgen. 
Er zijn sinds 2020 geen nieuwe versies van USBWebserver uitgebracht.